# Oncholaimus bajulus
Oncholaimus bajulus is een rondwormensoort uit de familie van de Oncholaimidae. De wetenschappelijke naam van de soort is voor het eerst geldig gepubliceerd in 1937 door Paramonov.